# Paul Cebar
Paul Cebar né en 1956, est un auteur-compositeur, chanteur, guitariste et chef d'orchestre américain de Milwaukee, Wisconsin, qui joue de la musique africaine, latino-américaine et caribéenne.

## Discographie
- Top Happy - 1986
- That Unhinged Thing - 1993
- Upstroke for the Downfolk - 1995
- I Can't Dance for You (EP) - 1996
- The Get-Go - 1997
- Suchamuch - 2001
- Tomorrow Sound Now for Yes Music People - 2007
- Beacon - 2008 (avec Jeffrey Haynes)
- One Little Light On - 2009
- Tell Me That Before- 2011 (David Greenberger /Mark Greenberg w/Cebar)
- They like me around here - 2012 (Greenberger/Paul & Tomorrow Sound)
- Fine Rude Thing - 2014<